# Elias Lindell
Elias Lindell, född 6 augusti 1994, är en svensk fotbollsspelare (försvarare) som spelar för Skövde AIK i Superettan. Lindell inledde sin karriär i Lidköpings IF och gjorde sin första A-lagsmatch vid 14 års ålder. Lindell har under ungdomsåren även representerat Örgryte IS.